# 7869 Pradun
7869 Pradun este un asteroid din centura principală, descoperit pe 2 septembrie 1987, de Liudmila Cernîh.